# لامبورگینی: مرد پشت افسانه
لامبورگینی: مرد پشت افسانه (به انگلیسی: Lamborghini: The Man Behind the Legend) یک فیلم درام و زندگی‌نامه‌ای آمریکایی به نویسندگی و کارگردانی رابرت مورسکو با بازی فرانک گریلو در نقش فروچو لامبورگینی است. این فیلم در تاریخ ۱۸ نوامبر ۲۰۲۲ توسط لاینزگیت فیلمز در سینماهای منتخب ایالات متحده اکران شد.

## داستان
این فیلم به زندگی طولانی کارآفرین برجسته را دنبال می‌کند، از ساخت تراکتور در آغاز کارش، ایجاد اتومبیل‌های نظامی در طول جنگ جهانی دوم، و سپس به طراحی و ساخت ماشین‌های لامبورگینی که در نهایت عمق کار او را تعریف می‌کند.

## بازیگران
- فرانک گریلو در نقش فروچو لامبورگینی
- گابریل بیرن در نقش انزو فراری
- میرا سوروینو در نقش آنیتا
- رومانو رگیانی در نقش فروچو لامبورگینی جوان
- فرانچسکا تیزانو در نقش گابریلا
- فورتوناتو چرلینو
- جورجو کانتارینی
- الیانا جونز
- جیان فرانکو توردی در نقش گزارشگر رادیو
- جووانی آنتونچی در نقش تونی رنیس جوان

## تولید
در ابتدا تأیید شد که آنتونیو باندراس و الک بالدوین به ترتیب در نقش‌های اصلی انتخاب شده‌اند و رومانو رگیانی بازیگر ایتالیایی در نقش لامبورگینی جوان بازی می‌کند. طبق گزارش‌ها، فیلمبرداری اصلی قرار بود در ۹ آوریل ۲۰۱۸ در رم و سنتو، فرارا، ایتالیا آغاز شود. در سپتامبر ۲۰۲۱، فرانک گریلو اعلام کرد که جایگزین باندراس در این فیلم شده‌است. او همچنین خاطرنشان کرد که بالدوین از حضور در فیلم انصراف داده بود، اگرچه جایگزین او هنوز اعلام نشده بود. در اواخر همان ماه، تولید در رم و امیلیا-رومانیا آغاز شد و گابریل برن، میرا سوروینو، رومانو رگیانی، فورتوناتو سرلینو و جورجو کانتارینی به بازیگران این فیلم پیوستند.